# Celama jourdani
Celama jourdani är en fjärilsart som beskrevs av Legrand 1965. Celama jourdani ingår i släktet Celama och familjen trågspinnare. Inga underarter finns listade i Catalogue of Life.